# Peribaea palaestina
Peribaea palaestina là một loài ruồi trong họ Tachinidae.